# El Pichón (Nayarit)
El Pichón es una localidad que se encuentra en el municipio de Tepic, aproximadamente 11 kilómetros apartada de la ciudad de Tepic: es el santuario de la virgen de Guadalupe, donde se encuentra la iglesia donde se hacen las ceremonias y misas para celebrarla, en determinadas fechas sagradas. También van personas de diferentes ciudades como lo es Guadalajara 

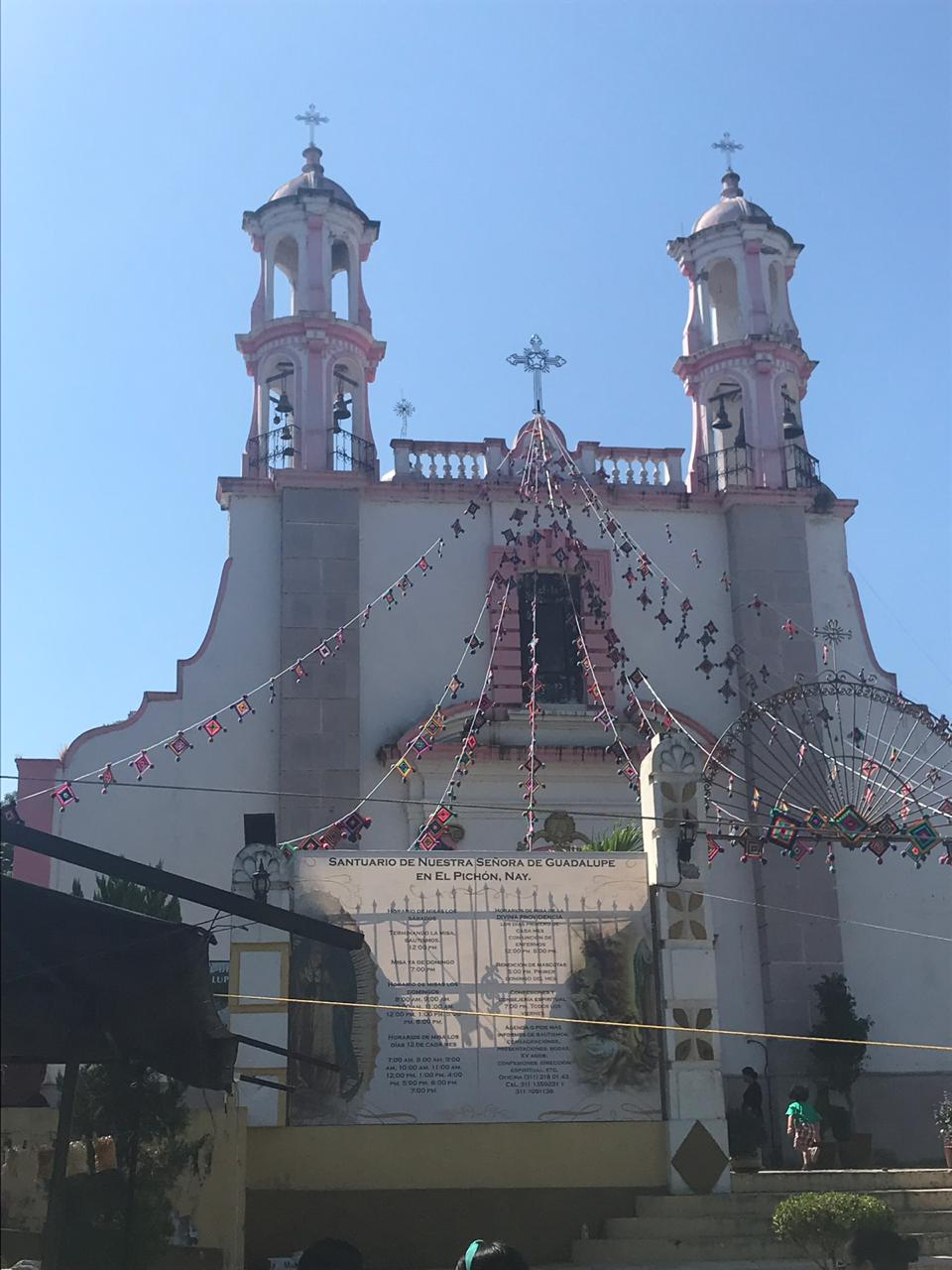
Santuario de la Virgen de Guadalupe

## Localidad
El Pichón se encuentra en el municipio de Tepic, en el estado de Nayarit, México. Cuenta con las coordenadas geográficas de; Longitud:-104.958889 y latitud: 21.545000. Su altura sobre el nivel del mar es de 780 metros.

## Historia
Orígenes
La historia sobre el origen del pichón se remonta a finales del siglo XIX, cuando había mucha persecución y guerras entre los estados de Nayarit y Jalisco. 
Juan Estrada
Un joven llamado Juan Estrada, originario de Los Altos de Jalisco, en una persecución fue reclutado con otros jóvenes para la guerra. Juan no quería hacerle el mal a nadie, pero fue obligado por la fuerza. En las guerras que había entre estados, se veían muertes pero a Juan nunca le pasó algún daño grave. Después, para otra guerra, Estrada bajó a Nayarit y se desembarcó en Tepic. Ahí Juan escapó lejos del lugar, llegó a una casa donde el hombre de la familia había llegado de cazar pichones del sitio llamado "El Pichón" pues en ese lugar abundaba este ave. Más arriba de la Barranca del Pichón, había otro hogar donde vivía un matrimonio sin hijos, ese señor, llegaba a la pareja cuando llegaba de cazar pichones. En ese tiempo, Juan le pidió si al hombre si podía quedarse en su casa, ya que si lo encontraban fuera matarían, el hombre de la familia no podía esconderlo, pero le preguntó al matrimonio si podían mantener a Juan, a lo cual aceptaron al no tener ninguna inconveniencia pues no tenían hijos. Juan se quedó con ellos y abandonó su familia, y al tiempo después, las guerras entre estados desaparecieron. Juan comenzó a salir y vender las cosechas en Tepic, y en uno de esos viajes, conoció a su esposa, cerca del pueblo Lo de Lamedo, quien se fue a vivir con el y formaron su familia 
Poblamiento de la barranca
Tiempo después comenzó a llenarse de familias el lugar, pues Juan llevaba trabajadores a vivir a la barranca y por consecuencia crecía poco a poco.
Construcción de la capilla
Los habitantes del Pichón eran católicos, al no tener un recinto iban a las misas de La fortuna (un ejido cercano al Pichón). El párroco notó que esas familias eran foráneas, por ello preguntó de dónde venían y les propuso que El Pichón tuviera una celebración propia, pero la probabilidad era escasa, pues solamente vivían tres familias, a lo que el padre no le tomó importancia y dijo que dieran la noticia de que habría una celebración en el lugar.
Así, Juan Estrada, con ayuda de su vecino Santos Alonso y otras personas ayudaron a hacer una capilla de madera y palma (posteriormente construida de adobe), donde José Trinidad Velázquez, vicario de La Cruz de Zacate (templo de Tepic) ofició la primera misa el Jueves de Corpus de 1917, que el padre en la misa dio a explicar que cada mes se haría una celebración hacia la Virgen de Guadalupe, a lo que así se hizo desde ese momento. 
El día 12 de cada mes el presbítero regresaba, creando la tradición más asistida del estado, por lo que el 12 de octubre, el pueblo solicitó que la Virgen de Guadalupe fuera patrona del lugar. 
Construcción de un nuevo santuario
Con el paso del tiempo, el lugar comenzó a convertirse en un centro religioso, al punto de que la capacidad era insuficiente, quien se percató de ello fue el padre Francisco Escobar, vicario de la Catedral de Tepic, quien tras la muerte de Trinidad Velázquez se convirtió en el nuevo encargado del recinto, por lo que decidió construir un nuevo recinto con ayuda del pueblo, un aspecto a considerar es que tenía que ser un lugar más amplio, por lo que se buscó otro sitio, un señor llamado Macedonio cedió a dar sus tierras al ejido para la construcción de la nueva iglesia donde ahora se ubica, esta comenzó en 1940 y terminó en 1943 el padre Escobar llevó a cabo la dirección arquitectónica de la obra, que tiene una fachada y retablo estilo Neoclásico y con un interior estilo rococó, con esas mejoras, la gente fue de poco a poquito aumentando la población en el Pichón.
Primer pastor del Santuario del Pichón
El 6 de marzo de 1983 el presbítero Jesús Torres Gasca fue nombrado pastor propio de la parroquia, siendo el primero.
Coronación a la Virgen de Guadalupe
En 1991 el obispo de la Diócesis de Tepic, Alfonso Humberto Robles Cota, corona la imagen de la Virgen de Guadalupe al ver el gran cariño en todo el estado los días 12 de cada mes, especialmente en diciembre.
Accidente vehicular de 2004
El 12 de diciembre de 2004, un tráiler sin frenos se accidentó en la caseta de cobro del lugar matando a 10 peregrinos (Evelia Rodríguez Ávila, José Cesareo López, José de Jesús López Rodríguez, Olga Flores, Floricel Cruz, Jesús Flores, Inés Cruz, Hugo Flores, Adán Martínez, Julio Alberto González) que se dirigían al Santuario de la Virgen de Guadalupe, este suceso fue conocido como "El pichonazo".
Reparación del camino
Al recibir miles de personas, el gobierno de Ney González remodeló el camino que conduce al santuario, facilitando más el recorrido y volviéndolo más seguro.

## Características
-La principal característica del pichón habla sobre la iglesia, sus pobladores tienen una gran cercanía con la Virgen de Guadalupe, ya que esta es un símbolo muy importante en la religión que la mayoría de la sociedad del Pichón práctica y cree en esta misma.
-El nombre del Pichón se debe a que antes de ser lo que es ahora, era un lugar donde se cazaban "Pichones", las cuales son aves que sirven como alimento y se utilizaba la frase como; "Vamos a cazar Pichones", ya que en ese lugar se juntaban bastantes pichones y era un campo abierto y solo.
-El 98% de la población en el Pichón es Católica.
-El pueblo cuenta con mucho apoyo por parte del gobierno y ayuntamiento, donde se les da la despensa adecuada como alimentos y recursos necesarios.

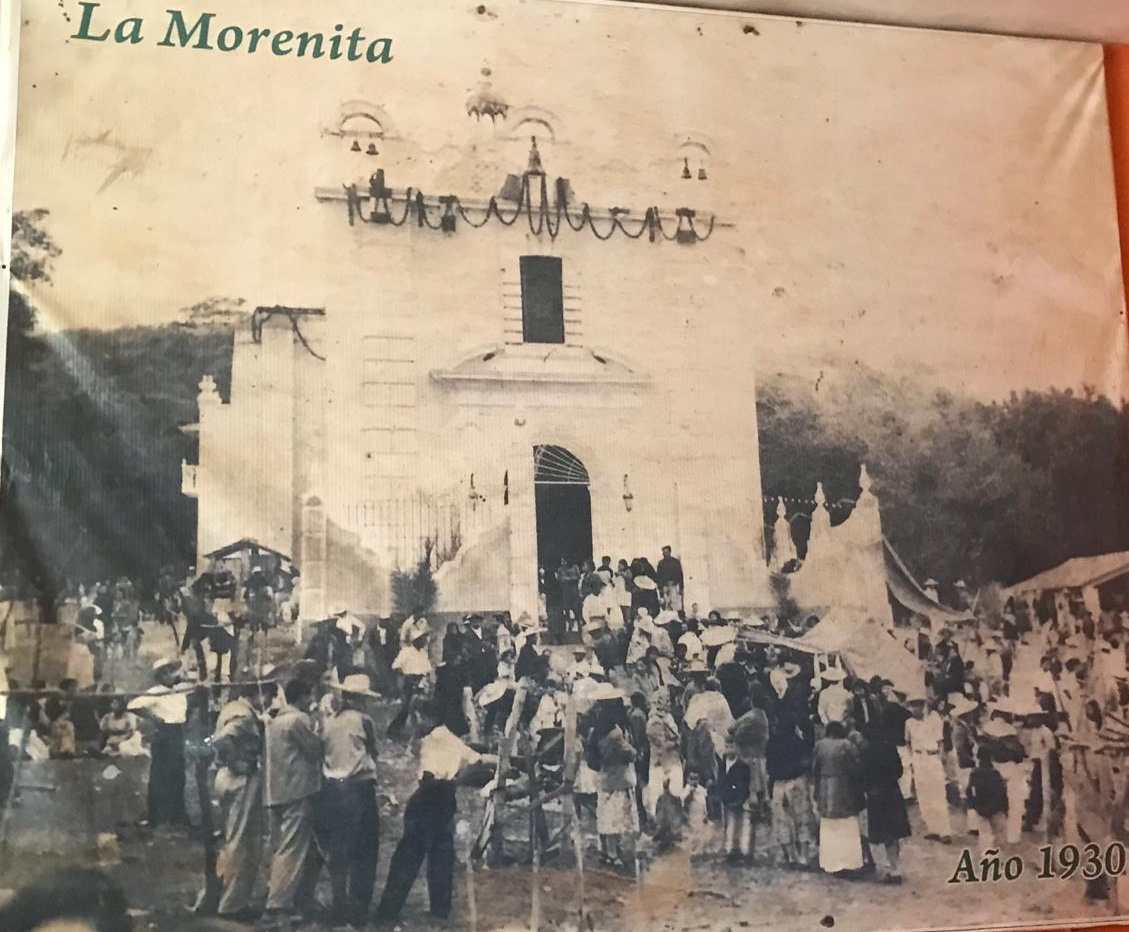
Pasado de la iglesia

## Población
En el Pichón, aun no hay un censo específico, pero hay un aproximado que ronda sobre los 3000 habitantes, estos datos creciendo con el paso del tiempo, y más del 50% de la población, es mujer.

## Economía
La población en El Pichón se basa en la agricultura, al cultivo en especial de las legumbres como lo son las legumbres en sí, así como otras verduras y frutas como lo son la jícama y cebolla. Es una localidad en la cual hay varios comercios como lo son en la venta de alimentos, en este caso sería lo que cosechan sus pobladores y lo dan a vender.

## Educación
La educación en el Pichón se llega hasta los estudios de la primaria, en los casos sobre la educación de secundaria y preparatoria, se debe recurrir a salir a otros pueblos cercanos para seguir con la educación de los jóvenes.

## Cultura Indígena
La cultura indígena en esta localidad no es tan abundante, se cuenta que el 1.3 % de la población es indígena.

## Creencias
-En la historia del Pichón, se menciona que la iglesia se construyó en el lugar que está situada actualmente, porque se dice que había un señor ya de gran edad, el cual vio la virgen en ese lugar, y el señor dio parte al clero y por eso se hizo la iglesia ahí en ese lugar.

## Personas destacadas
-Juan Estrada: Fundador importante del Pichón, con el cual empezó toda la creación de lo que ahora se le conoce al Pichón.
-Padre José Trinidad Velázquez: Impartió la primera misa del Pichón y la ideología de esta misma, un personaje religioso importante.
-Macedomio: Exdueño del terreno donde está la iglesia en la cual hoy se encuentra e hizo que se expandiera mucho más el Pichón.

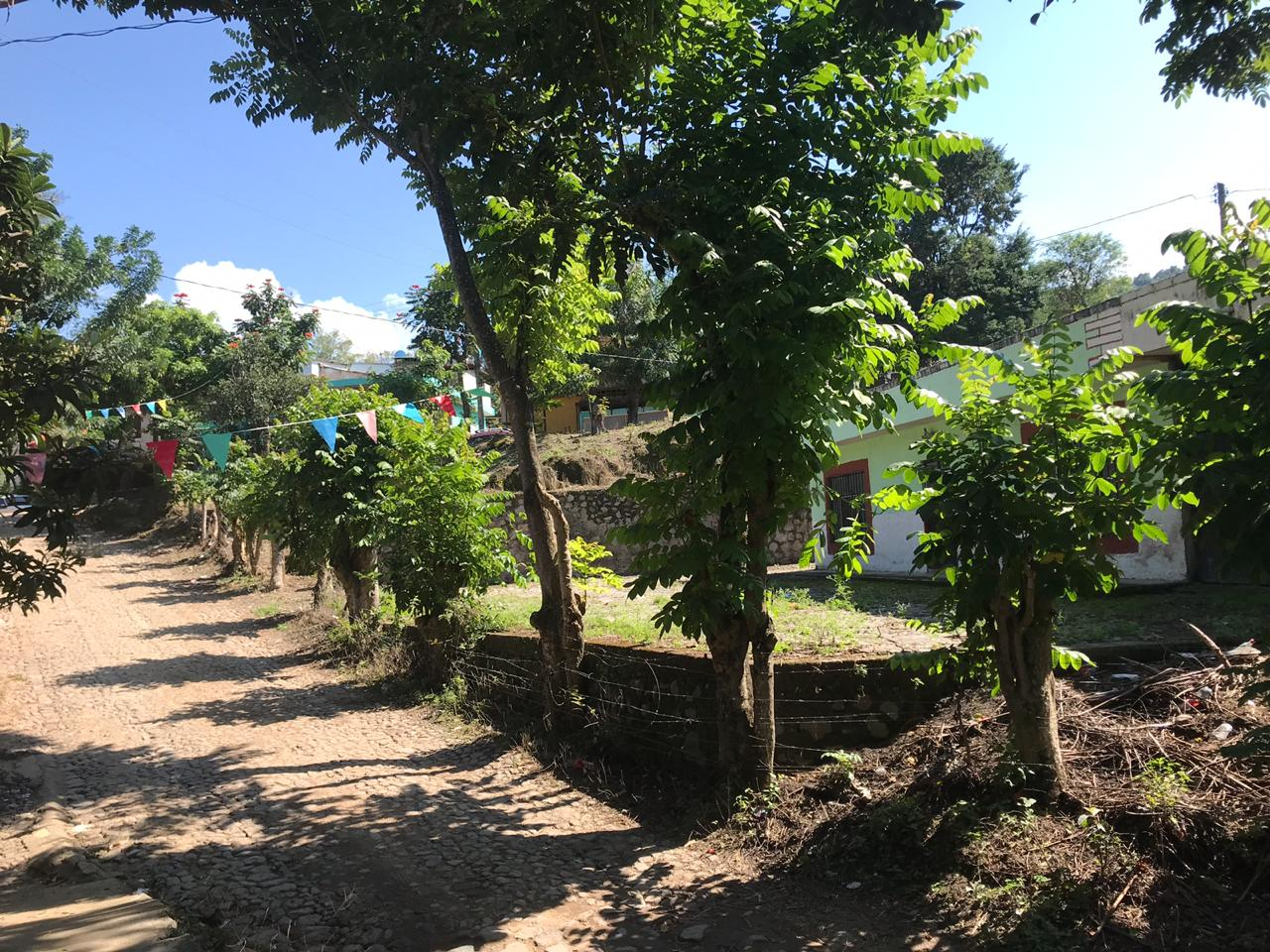
Estructura del Pichón

## Celebraciones
-El día 12 de cada mes del año, se celebra la virgen con una misa referida a ella.
-El 12 de diciembre, se hace la fiesta de cada año porque fueron las apariciones de Juan Diego con la Virgen en todo México, es por eso que se celebra en todo el país. Lo cual se hace una caminata de un punto hasta llegar al Pichón donde llega a la iglesia.